# Consejo Democrático Sirio
El Consejo Democrático Sirio (Kurdo: Meclîsa Sûriya Demokratîk, TME ; Árabe: مجلس سوريا الديمقراطية ; Siríaco clásico: ܡܘܬܒܐ ܕܣܘܪܝܐ ܕܝܡܩܪܛܝܬܐ; CDS por sus siglas en español) es el ala política de las Fuerzas Democráticas Sirias y el órgano de gobierno representativo en la Administración Autónoma del Norte y Este de Siria (AANES). La misión declarada de la CDS es trabajar por la implementación de un "sistema pluralista, democrático y descentralizado para toda Siria". 

## Creación e historia

### 2015
El Consejo Democrático Sirio fue establecido el 10 de diciembre de 2015 en Al Malikiya. El destacado activista de derechos humanos Haytham Manna fue elegido copresidente en su fundación.
La Asamblea que creó el Consejo Democrático Sirio estaba integrada por 13 miembros de orígenes étnicos, económicos y políticos específicos.

### 2016
El 1 de agosto de 2016, el Consejo Democrático Sirio abrió una oficina pública en la ciudad de Hasaka.
El 11 de septiembre de 2016, el Movimiento "El Mañana" de Siria firmó un acuerdo de cooperación con el Consejo Democrático Sirio y la región autónoma de facto de la AANES.
A finales de septiembre y principios de octubre de 2016 se celebró un foro del Consejo Democrático Sirio en la ciudad de Rmelan, en la Gobernación de Hasaka. Entre los asistentes a la conferencia se encontraba un representante de Jableh, de la Gobernación de Latakia occidental.
Ronahî TV apoya al Partido de la Unión Democrática.

### 2017
El 13 de enero de 2017 se estableció una asamblea constituyente de jóvenes en la ciudad de Qamishli.
El 25 de febrero de 2017, el Partido Democrático Asirio acordó unirse al Consejo Democrático Sirio, y las YPG acordó entregar la seguridad en las ciudades asirias a lo largo del río Jabur a los Guardias Khabur y Nattoreh que se unieron a las Fuerzas Democráticas Sirias. El 13 de abril, las fuerzas del PYD entregaron oficialmente las aldeas del valle de Jabur a los guardias de Khabour y a Nattoreh, aunque las YPG mantuvieron una base militar cerca de Tal Tamer. Ese mismo día, se celebró en Al Malikiya la segunda conferencia de la CDS y Riad Darar fue elegido copresidente de la CDS, en sustitución de Haytham Manna, junto con Îlham Ehmed, que fue reelegido.
El 28 de mayo de 2017 se estableció una rama femenina de la Asamblea Democrática Siria en el pueblo de Al-Shaddadah.

### 2018
Las elecciones para el consejo estaban previstas para principios de 2018, pero no pudieron celebrarse. El 16 de julio de 2018, se celebró en la ciudad de Al-Thawrah la Tercera Conferencia del CDS bajo el lema “Hacia una solución política y la construcción de una Siria democrática descentralizada”, donde los delegados eligieron a Amina Omar y reeligieron a Riad Darar como copresidentes del CDS. Amina Omar reemplazó a Îlham Ehmed, quien fue elegido copresidente del Consejo Ejecutivo de la AANES.
El 6 de septiembre de 2018, el CDS celebró una reunión de los consejos locales y los departamentos de administración autónoma del norte y este de Siria en la sede de la CDS en la ciudad de Ayn Issa, con la participación de Amina Omar, copresidenta de la CDS, los jefes de los consejos civiles del norte de Siria y los dignatarios de las tribus árabes, para formar la Administración Autónoma del Norte y Este de Siria (AADNES) sobre la base de la decisión tomada en la tercera conferencia de la CDS celebrada el 16 de julio de 2018. 
Durante la reunión, el Consejo General de la AADNES, compuesto por 70 miembros, quedó formado de la siguiente manera: 49 miembros de los consejos legislativos de las áreas de la Administración Autónoma y de los consejos civiles, y 21 miembros de los tecnócratas acordados a través del comité preparatorio y discutidos en otros departamentos. La Sra. Siham Qariou (siríaca) y el Sr. Farid Atti (kurdo) fueron elegidos para la presidencia conjunta del Consejo General de la Administración Autónoma del Norte y Este de Siria, también fueron elegidos cinco miembros de la Oficina General del consejo. La Sra. Berivan Khaled (Khalid) y Abdul Hamid al-Mahbash fueron elegidos copresidentes del Órgano Ejecutivo.
Posteriormente, en la reunión celebrada el 3 de octubre de 2018, se eligieron los copresidentes de las nueve Autoridades del Consejo Ejecutivo. El 21 de octubre se celebró la primera reunión del Consejo General, en la que se creó un comité jurídico de tres personas, cuyas tareas son determinar leyes, conceptos y propuestas de comités, departamentos y oficinas, además de estudiar las leyes emitidas por el consejo. En la reunión se decidió celebrar reuniones del Consejo dos veces al mes.

## Participación en las negociaciones sobre Siria
Aunque el Consejo Democrático Sirio subrayó su deseo de participar en las conversaciones de Ginebra y Astaná, fue excluido de ambas debido al veto turco.
A partir del 31 de enero de 2018, el CDS está registrado en los EE. UU. como un "partido político extranjero" según la Ley de Registro de Agentes Extranjeros.

Sobre las conversaciones de Ginebra, el miembro del CDS Bassam Ishak declaró:
En cuanto a Irán, Rusia y el régimen sirio, quieren que el régimen recupere el control sobre los territorios al este del río Éufrates, y por lo tanto rechazan el proyecto AADNES y no quieren su participación.
Ilham Ehmed, presidente del Consejo Ejecutivo del CDS, afirmó:
La AADNES busca proporcionar un modelo en miniatura que represente toda Siria... Lo que se ha logrado en el noreste de Siria tiene prioridad sobre las negociaciones de Ginebra, porque las conversaciones se llevan a cabo con sirios y no entre representantes de partes externas.

## Miembros de la Asamblea General Federal
| Nombre                    | Partido | Partido                                            | Alianza | Alianza | Canton | Observaciones                                                |
| ------------------------- | ------- | -------------------------------------------------- | ------- | ------- | ------ | ------------------------------------------------------------ |
| Salih El-Nebwanî          |         | Law–Citizenship–Rights Movement (QMH)              |         |         | ?      |                                                              |
| Haytham Manna             |         | Law–Citizenship–Rights Movement (QMH)              |         |         | ?      | Heysem Menaa (Kurdish Transcription)                         |
| Majid Hebu                |         | Law–Citizenship–Rights Movement (QMH)              |         |         | ?      | Macid Hebo, European Representative of Wheat Wave Movement   |
| Betar El-Şerih            |         | Honor and Rights Convention (CDR)                  |         |         | ?      |                                                              |
| Meram Dawûd               |         | Honor and Rights Convention (CDR)                  |         |         | ?      |                                                              |
| Ziyad El-Asî              |         | Consejo Nacional Sirio                             |         | TAA     | ?      | Affiliated to Ahmad Yarba                                    |
| Kerîm El-Dîn Fadil Fetûm  |         | Partido Baaz Árabe Socialista Democrático          |         |         | ?      |                                                              |
| Ebilqadir El-Miwehed      |         | Syrian Democratic Modernity Party                  |         | LND     | ?      | Led by Fîras Qesas                                           |
| Parêzer Elaaddin El-Xalid |         | Syrian National Democratic Alliance                |         |         | ?      |                                                              |
| Ehmed Ehrec               |         | Syrian National Democratic Alliance                |         |         | ?      |                                                              |
| Fîdan Berîm               |         | Syrian National Democratic Alliance                |         |         | ?      | Rewan Mihemed                                                |
| Ceyhan Khaddro            |         | Syrian National Democratic Alliance                |         |         | Shahba | Dayr Hafir Representative                                    |
| Îşûh Gewriyê              |         | Syriac Union Party (SUP)                           |         | LND     | Jazira |                                                              |
| Şemîran Şemûn             |         | Syriac Union Party (SUP)                           |         | LND     | Jazira |                                                              |
| Lawyer Macid Behî         |         | Syriac Union Party (SUP)                           |         | LND     | Jazira |                                                              |
| Mihmedê Mûsê              |         | Left Party of Syrian Kurds                         |         | LND     | ?      |                                                              |
| Rojîn Remo                |         | Kongreya Star                                      |         | LND     |        | Women's Representative, also in Democratic Union Party (PYD) |
| Alî Hoco                  |         | N/A                                                |         | N/A     | Shahba | Jarablus Representative                                      |
| Sîhanok Dîbo              |         | Partido de la Unión Democrática (PYD)              |         | LND     | Jazira |                                                              |
| Hikmet Hebîb              |         | Arab National Coalition                            |         | LND     | ?      |                                                              |
| Şêx Alî                   |         | Kurdish Democratic Unity Party (PYDKS or Yek-Dem)  |         | HNKS    | ?      |                                                              |
| Wail Mîrza                |         | Assyrian Democratic Party                          |         | LND     | Jazira |                                                              |
| Telal Mihemed             |         | Syrian Kurds' Democratic Peace Party (PADKS)       |         | LND     | ?      |                                                              |
| Mizgîn Zêdan              |         | Democratic Transformation Party                    |         | LND     | ?      |                                                              |
| Ferhad Têlo               |         | Kurdistan Liberal Union Party (PYLK)               |         | LND     | ?      |                                                              |
| Xensa Hemûd               |         | Bureau of Arab Women                               |         |         | ?      |                                                              |
| Newal El-Mezîd            |         | Independiente                                      |         |         | ?      |                                                              |
| Ebdilrezaq Mihemed El-Taî |         | Democratic Council of Arab Tribes                  |         |         | Jazira |                                                              |
| Îlham Ehmed               |         | Partido de la Unión Democrática (PYD)              |         | LND     | ?      | Yekîtiya Star                                                |
| Cîhad Mihemed Omer        |         | Independiente (TEV-DEM)                            |         | LND     | ?      |                                                              |
| Emar Helûş El-Salêm       |         | Independiente                                      |         |         | ?      |                                                              |
| Fewzî Şengalî             |         | Kurdish Democratic Accord Party (al Wifaq)         |         | HNKS    | ?      |                                                              |
| Emcet Osman               |         | Syrian Reform Movement (Al-Îslah)                  |         | HNKS    | ?      |                                                              |
| Îbrahîm El-Hesen          |         | N/A                                                |         | N/A     | Kobanî | Tell Abyad Turkmen Representative                            |
| Bêrîvan Ehmed             |         | N/A                                                |         | N/A     | N/A    | Youth Representative                                         |
| Faris Eto Şemo            |         | Yazidi House                                       |         |         | Jazira | Mala Êzîdiyan                                                |
| Fehed Daqûrî              |         | Council of Kurdish Tribes                          |         |         | Kobanî |                                                              |
| Cîhan Xedro               |         | Independiente                                      |         |         | Shahba |                                                              |
| Cemal Şêx Baqî            |         | Partido Democrático del Kurdistán de Siria (PDK-S) |         | ENKS    | ?      | Jamal Sheik Baqi                                             |
| Nasir El-Nasir            |         | Independiente                                      |         |         | ?      |                                                              |
| Bassam Said Ishak         |         | Syriac National Council                            |         | LND     | ?      | Syriac European diaspora Representative                      |
| Hisnî Xemîs               |         | Independiente                                      |         |         | ?      |                                                              |